# Canthydrus andobonensis
Canthydrus andobonensis is een keversoort uit de familie diksprietwaterkevers (Noteridae). De wetenschappelijke naam van de soort werd in 1960 gepubliceerd door Félix Guignot.